# Vaja (ville)
Vaja est une ville et une commune du comitat de Szabolcs-Szatmár-Bereg en Hongrie.